# Richard Kiley
Richard Paul Kiley  (ur. 31 marca 1922 w Chicago, zm. 5 marca 1999 w Middletown) – amerykański aktor, laureat Złotego Globu dla najlepszego aktora drugoplanowego w serialu, miniserialu lub filmie telewizyjnym i Emmy, dwukrotnie zdobył nagrodę Tony dla najlepszego aktora w musicalu.

## Życiorys
Urodził się w Chicago w Illinois rodzinie rzymskokatolickiej jako syn Leonore McKenny Kiley i Leo J. Kileya. W 1939 ukończył Mt.Carmel High School, a po roku spędzonym na Uniwersytecie Loyola w Chicago wyjechał na studia aktorskie do chicagowskiej Barnum Dramatic School. Po odbyciu służby w United States Navy podczas II wojny światowej wrócił do Chicago, gdzie pracował jako aktor i spiker radiowy, a następnie przeniósł się do Nowego Jorku.
W 1953 zadebiutował na Broadwayu w roli lotnika Joeya Percivala w komedii Mezalians George’a Bernarda Shawa, za którą odebrał nagrodę Theatre World. W 1959 za kreację Toma Baxtera w musicalu Redhead zdobył Tony Award. Rola Don Kichota w broadwayowskim musicalu Człowiek z La Manchy w 1965 przyniosła jemu drugą nagrodę Tony. W 1989 na off-Broadwayu zagrał Andrew Makepeace’a Ladda III w przedstawieniu Listy miłosne A.R. Gurneya
Od początku lat 50. występował także w filmie i telewizji. Za rolę Paddy’ego Cleary’ego, ojca Meggie (Rachel Ward) w serialu Ptaki ciernistych krzewów (1983) otrzymał Złoty Glob i nagrodę Emmy.
Zmarł w wieku 77 lat w szpitalu w Middletown na nieokreśloną chorobę szpiku kostnego. Został pochowany na cmentarzu w Warwick.

## Filmografia
Filmy:
- Szajka (1951) jako Thomas "Tom" Clancy
- Strzelec wyborowy (1952) jako dr James G. Kent
- Ośmiu żelaznych (1952) jako szeregowy Coke
- Kradzież na South Street (1953) jako Joey
- Szkolna dżungla (1955) jako Joshua Edwards
- Historia Phenix City (1955) jako John Patterson
- Moc zmartwychwstania (1958) jako Piotr Apostoł
- Mały Książę (1974) jako pilot
- W poszukiwaniu idealnego kochanka (1977) jako pan Dunn
- Niekończąca się miłość (1981) jako Arthur Axelrod
- Kaczor Howard (1985) – głos z kosmosu
- Czy pamiętasz miłość? (1985) jako George Hollis
- Gunsmoke – ostatni Apacz (1990) jako Chalk Brighton
- Park Jurajski (1993) – przewodnik po parku (głos)
- Ewangelia według św. Mateusza (1993) jako Mateusz Ewangelista
- Rodzinne tajemnice (1995) jako dr Will Beter
- Fenomen (1996) jako dr Wellin
- Patch Adams (1998) jako dr Titan
- Pod błękitnym księżycem (1999) jako Jimmy Keating

Seriale TV:
- Alfred Hitchcock przedstawia (1955-62) jako Harry Adams (gościnnie, 1958)
- Spotkanie z Alfredem Hitchcockiem (1962-65) jako Jim Derry (gościnnie, 1963)
- Doktor Kildare (1961-66) jako Fred Carroll (gościnnie, 1961)
- Gunsmoke (1955-75) jako Lewis Stark/Tom Lynott/Bohannon/Will Stambridge  (gościnnie; różne role w 4 odcinkach)
- Bonanza (1959-73) jako szeryf Gideon Yates (gościnnie, 1970)
- Cannon (1971-76) jako bp Michael Harrigan (gościnnie, 1974)
- Columbo jako Mark Halperin w odc. pt. Wspólnik zbrodni z 1974
- Hawaii Five-O (1968-80) jako Sam Patton (gościnnie, 1976)
- Jak zdobywano Dziki Zachód (1976-79) jako Timothy Macahan (gościnnie, 1976)
- Ptaki ciernistych krzewów (1983) jako Paddy Cleary, ojciec Meggie
- George Washington (1984) jako George Mason
- Anno Domini (1985) jako Klaudiusz
- Strefa mroku (1985-89) jako Lancelot (gościnnie, 1986)
- Jeśli nadejdzie jutro (1986) jako Gunther Hartog
- Gdzie diabeł mówi dobranoc (1992-96) jako Hayden Langston (gościnnie; 1992 i 1994)
- Star Trek: Stacja kosmiczna (1993-99) jako dr Gideon Seyetik (gościnnie, 1993)
- Ally McBeal (1997–2002) jako Seymore Little (gościnnie, 1998)